# Рансбах-Баумбах
Рансбах-Баумбах (нім. Ransbach-Baumbach) — місто в Німеччині, розташоване в землі Рейнланд-Пфальц. Входить до складу району Вестервальд. Центр об'єднання громад Рансбах-Баумбах.
Площа — 12,14 км2. Населення становить 7860 ос. (станом на 31 грудня 2020).

## Галерея

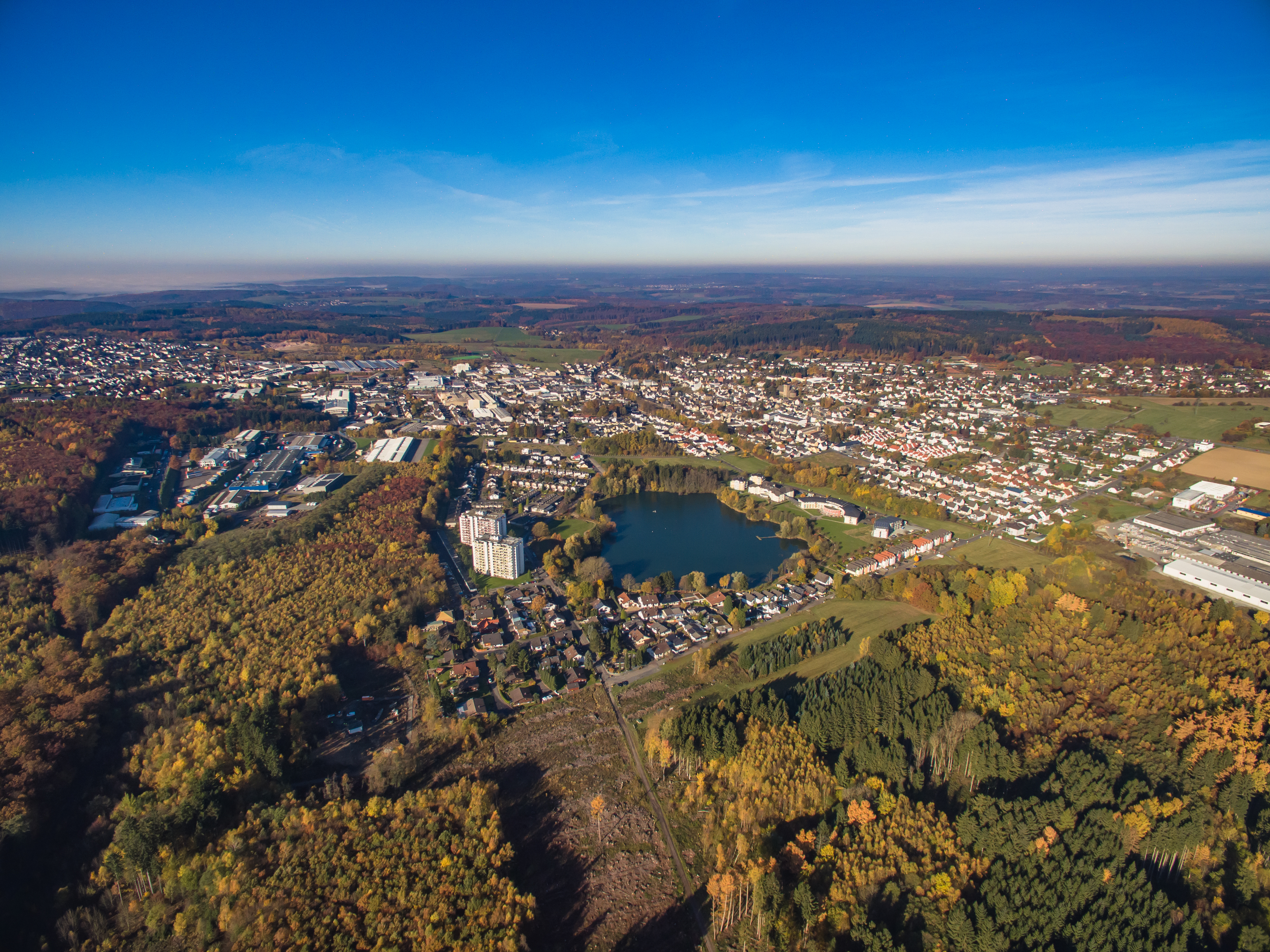
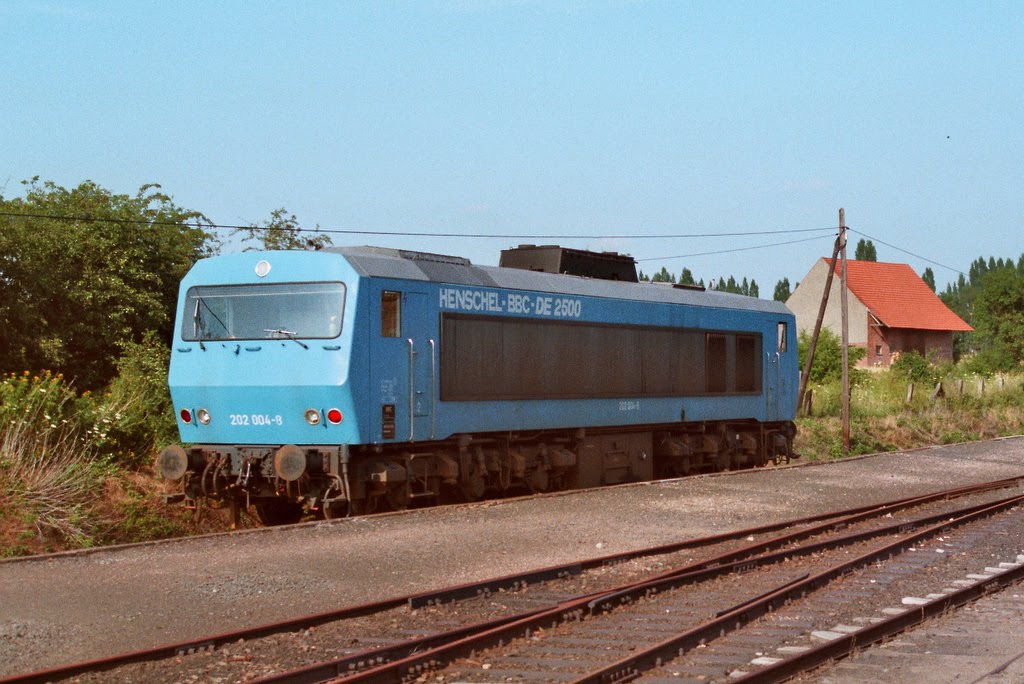
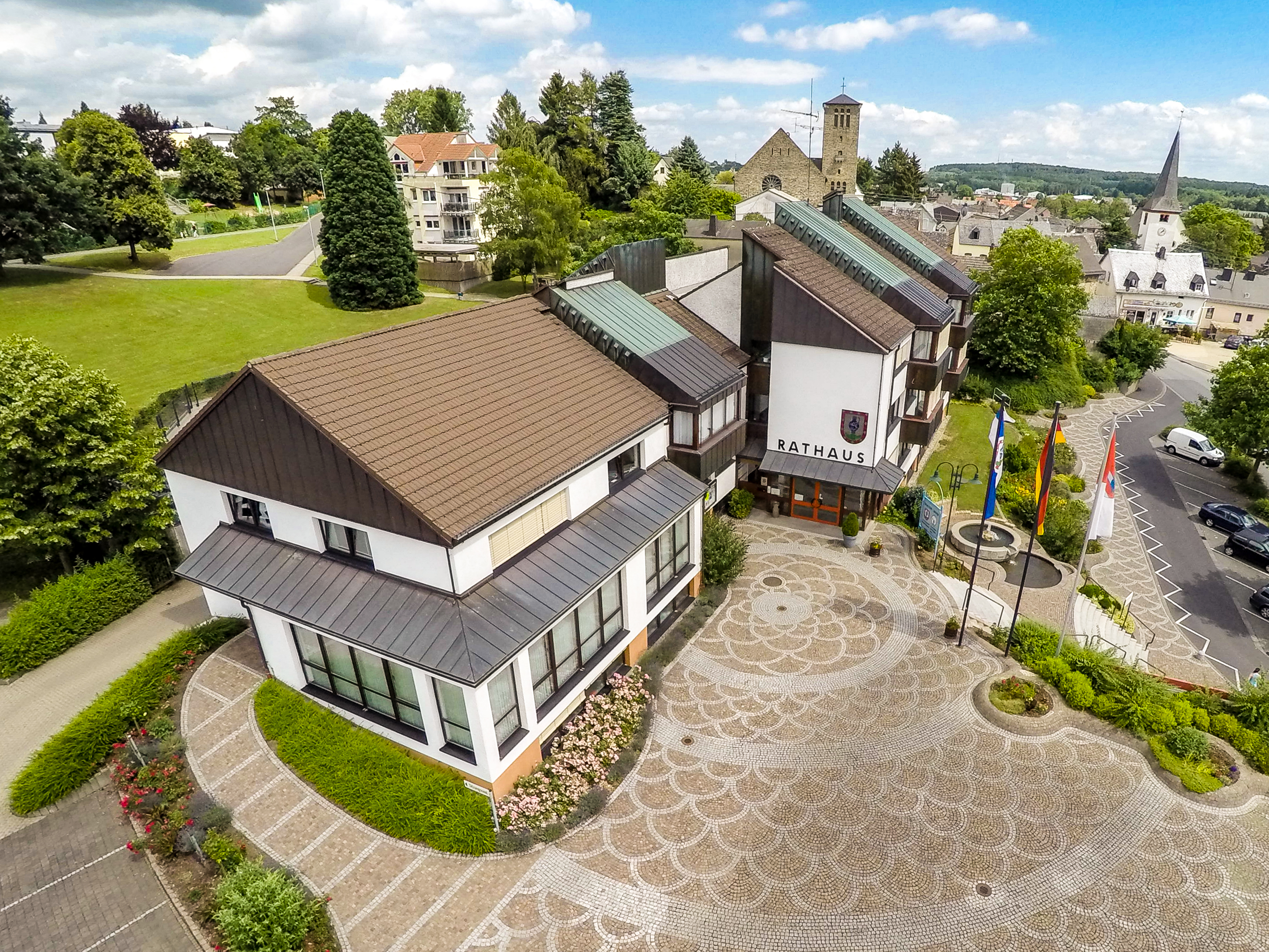
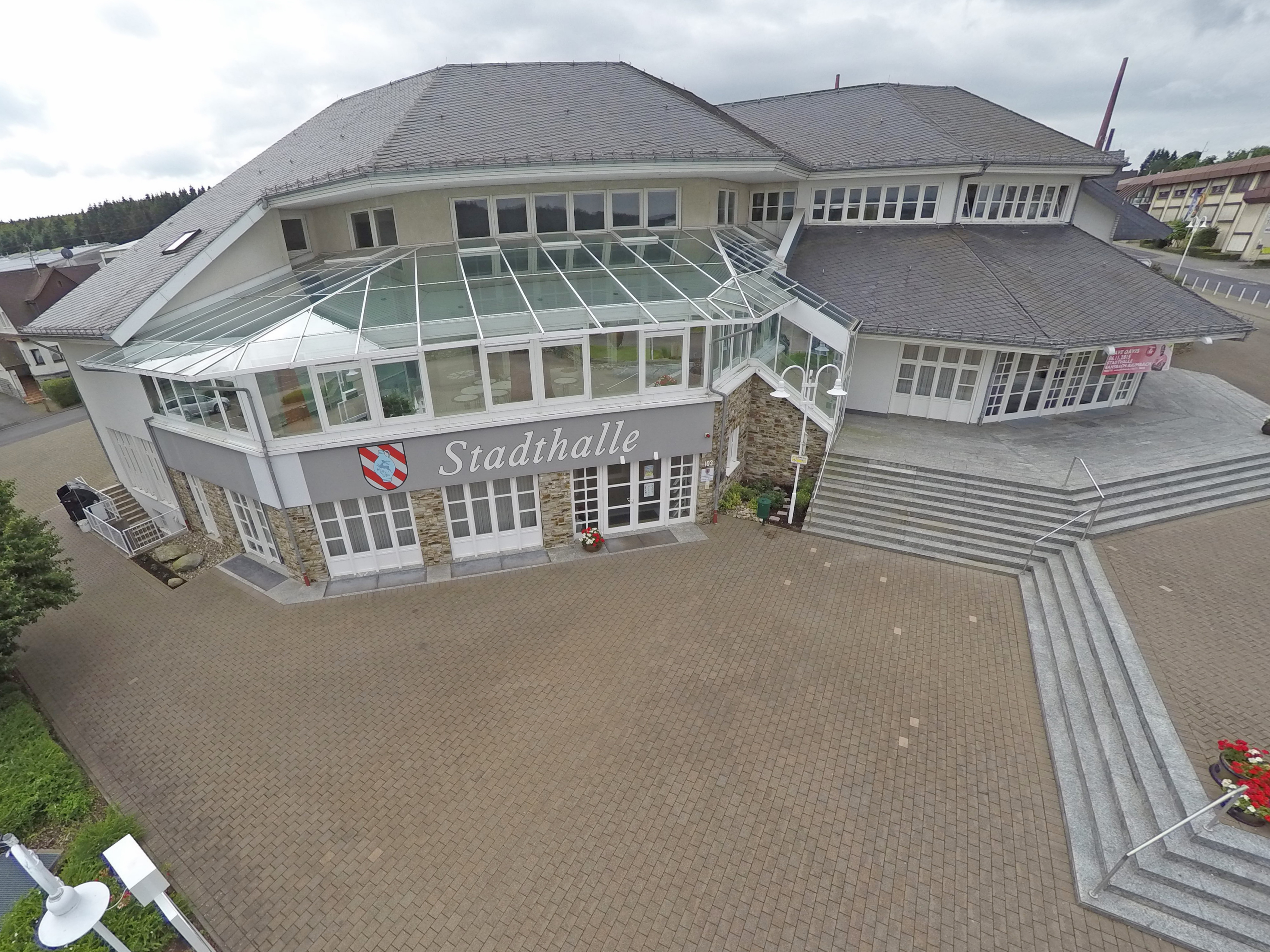
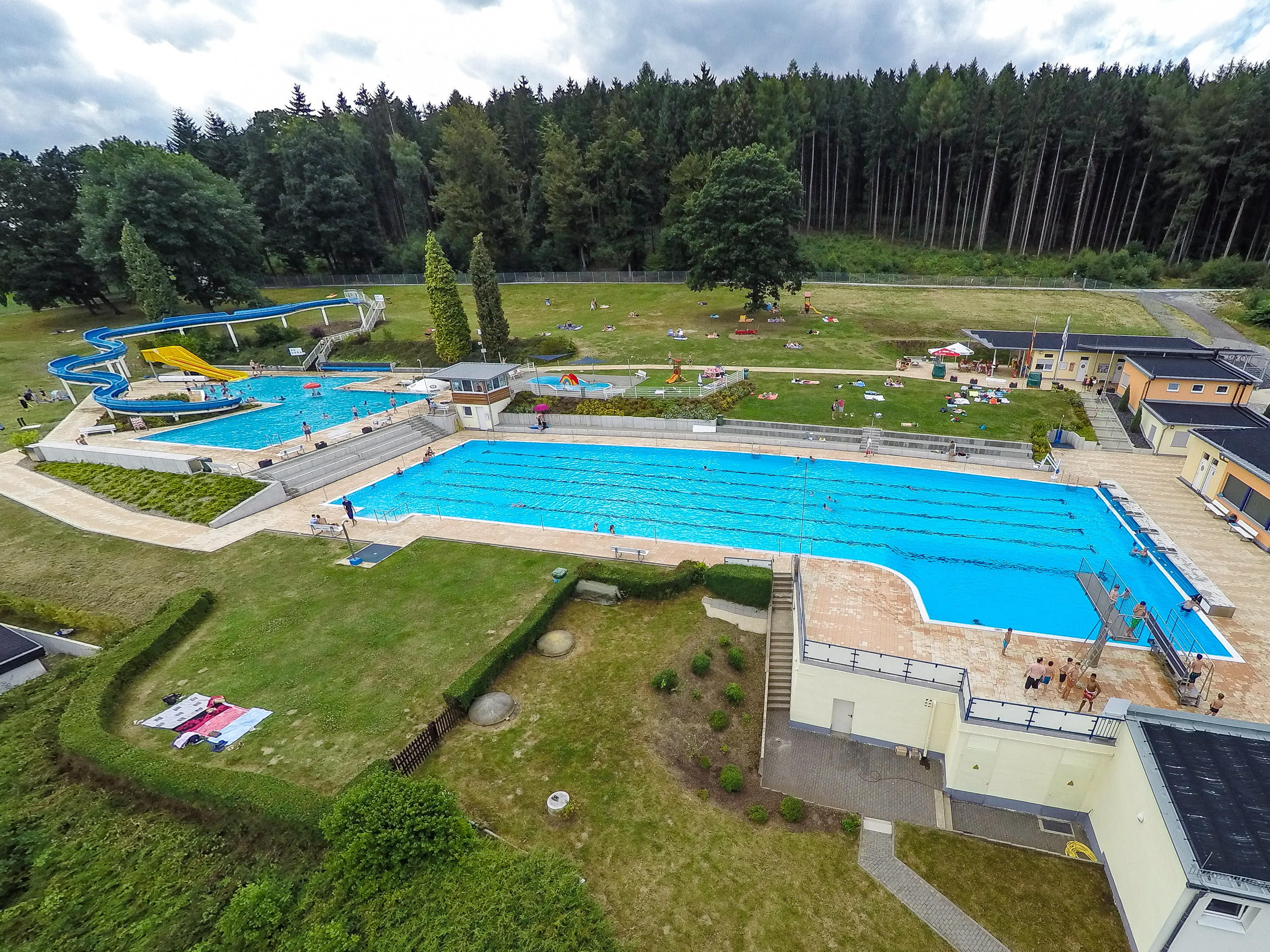
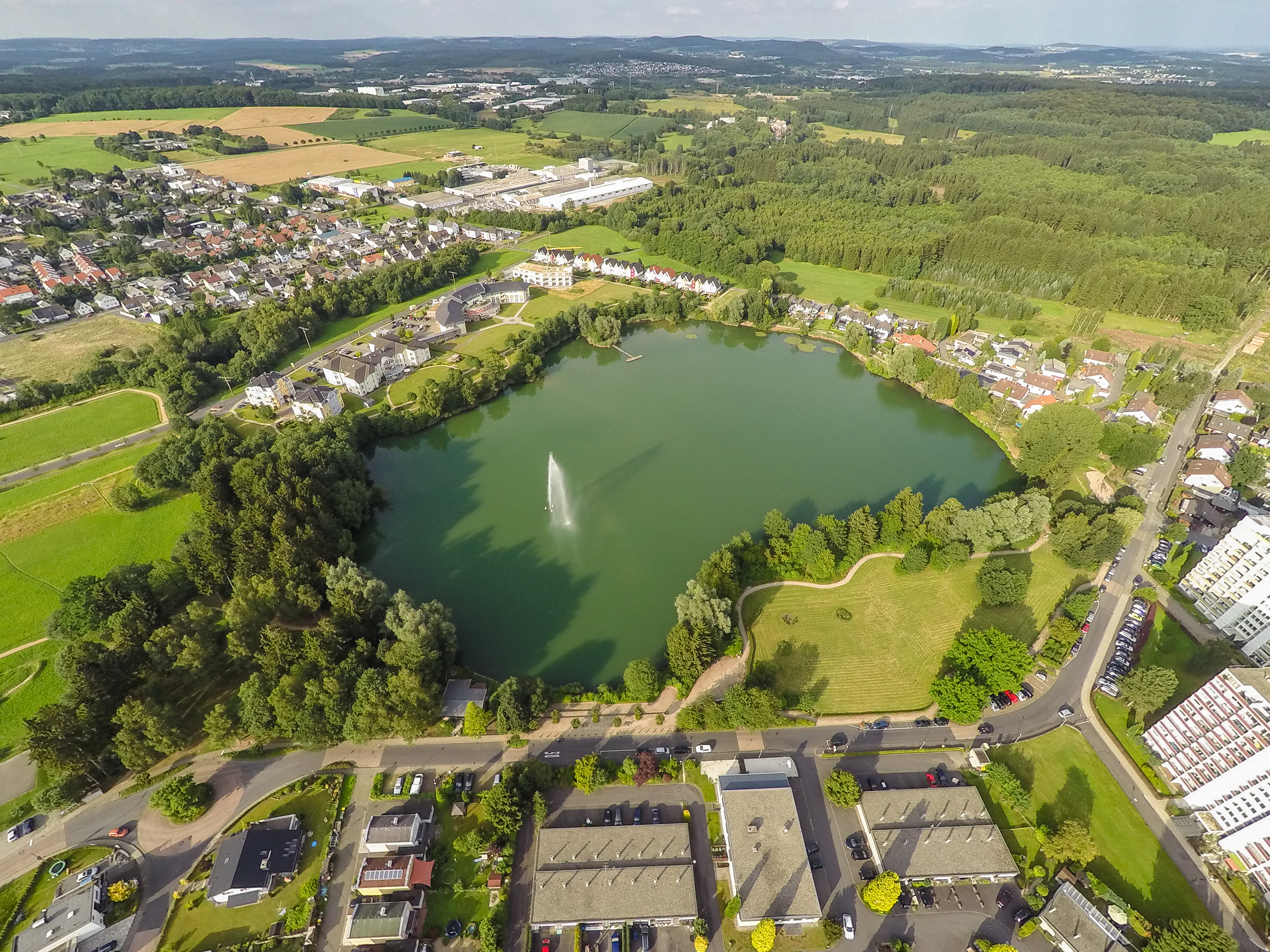